# بیژن مرتضوی
بیژن مرتضوی (زادهٔ ۲۵ آبان ۱۳۳۶ در ساری) موسیقی‌دان، آهنگساز، تنظیم‌کننده، نوازندهٔ ویولن و خوانندهٔ اهل ایران است. سبک آثار بی‌کلام او، ترکیبی از موسیقی سنتی ایرانی و موسیقی پاپ است. با وجود آن‌که آلبوم‌های او حق انتشار در ایران ندارند، قطعات بی‌کلام او بارها از سازمان صدا و سیمای جمهوری اسلامی ایران پخش شده است.

## زندگی هنری
بیژن مرتضوی در ۲۵ آبان ۱۳۳۶ در ساری زاده شد. او نواختن ویولن را از سن سه‌سالگی آغاز نمود و در تهران زیر نظر استادان ویولن از جمله پرویز یاحقی به یادگیری این ساز پرداخت و تکنیک‌های ویژه‌ای چون بداهه‌پردازی (و بداهه‌نوازی) ارکستراسیون، ترتیب و تنظیم، گام ربع پرده و غیره را آموخت. در سن هفت‌سالگی او با استعداد یادگیری نواختن پیانو، گیتار سازهای کوبه‌ای و سازهای زهی موسیقی سنتی مانند عود، تار و سنتور را فرا گرفت. در یازده‌سالگی توانست مقام نخست مسابقه کشوری موسیقی دانش آموزان در ایران را کسب کند. او چهارده‌سال داشت که یک گروه ارکستر ۳۲ نفری تشکیل داد و ساخته‌های خود را در اردوی تابستانی «رامسر» اجرا کرد.
او بعد از اتمام دبیرستان به انگلستان رفت. در آنجا تحصیلات دانشگاهی خود را در رشته مهندسی و نقشه‌کشی شهری ادامه داد. همچنین اجرای موسیقی و یادگیری ویولن را دنبال کرد.
در سال ۱۹۷۹ به ایالات متحده آمریکا مهاجرت کرد و به تحصیل در رشته موسیقی در دانشگاه ایالت تگزاس ادامه داد. سپس در سال ۱۹۸۵ ساکن کالیفرنیا شد و اولین آلبوم خود را عرضه کرد.
مشخصه‌ای که او را از نوازندگان دیگر متمایز می‌کند توانایی او در نواختن همه سازهای به کار رفته در آثارش به‌جز سازهای بادی برنجی است. تور داخلی و بین‌المللی که از سال ۱۹۹۰ آغاز شد برای او مخاطبان فراوانی در سرتاسر جهان فراهم کرد. او به عنوان اولین هنرمند ایرانی که تحت حمایت شرکت‌های "Nederlander Productions" "Jeep Eagle" "New Dodge" "Chrysler" می‌باشد شناخته شده و مورد توجه است. در سوم ژوئیه ۱۹۹۴ بیژن مرتضوی اولین هنرمند ایرانی بود که در "گریک تیتر" به اجرای برنامه پرداخت. یکی از قطعاتی که او در این کنسرت اجرا کرد "حماسه"(Epic) نام داشت که در یازده‌سالگی ساخته بود. وی در سال ۲۰۱۷ از دانشگاه سولنت در ساوت همپتون دکترای موزیک دریافت کرد. هدف او، معرفی و توسعه موسیقی معاصر خاورمیانه به‌صورت آکادمیک (رشته تحصیلی) در دانشگاه‌های کشورهای غربی است.

### ابتلا به کرونا
همسر بیژن مرتضوی اعلام کرد که او به علت ابتلا به کرونا در بیمارستان بستری شده و با افت اکسیژن خونش به بخش مراقبت‌های ویژه انتقال یافته است. پس از بهبود نسبی وضع جسمانی مرتضوی او را به بخش عمومی انتقال دادند و همسرش حال او را رضایت‌بخش اعلام کرد.

### فوت همسر و ازدواج مجدد
ستاره سعیدی همسر و مدیر برنامه‌های بیژن مرتضوی، پس از قرار گرفتن تحت عمل جراحی مغز در ترکیه به کما رفته بود و پس از گذشت چند روز در دهم شهریور ۱۴۰۲ درگذشت.
هنرمندان زیادی از جمله ابی، معین، لیلا فروهر و… با انتشار پیغام‌هایی در اینستاگرام درگذشت همسر بیژن مرتضوی را به وی تسلیت گفتند.
مرتضوی در بهمن ۱۴۰۳ با مجری نرگس فرخ ازدواج کرد. این سومین ازدواج وی است.

## آثار
بیژن مرتضوی با هنرمندانی مثل معین، هایده، ستار، لیلا فروهر، اندی، مازیار فلاحی و انوشیروان روحانی همکاری کرده است.
آلبوم‌ها

#### بیژن مرتضوی ۱
بیژن ۱ اولین آلبوم بیژن مرتضوی بود که در سال ۱۹۹۰ (۱۳۶۸) توسط کلتکس رکوردز منتشر شد. ترانه معروف «عاشقی چیه» در این آلبوم پخش شد.

#### بیژن مرتضوی ۲
دومین آلبوم رسمی بیژن مرتضوی، بیژن ۲ بود که توسط کلتکس رکوردز در سال ۱۳۷۰ منتشر شد. این آلبوم حاصل همکاری با حسن شماعی‌زاده، صادق نوجوکی و… بود.

#### بیژن مرتضوی ۳ (بی‌کلام و باکلام)
سومین آلبوم رسمی بیژن مرتضوی که در سال ۱۳۷۳ توسط کلتکس رکوردز منتشر شد. بیژن در این آلبوم با ترانه‌سرایانی همچون بیژن سمندر، مسعود فردمنش، هما میرافشار و… همکاری داشت.

#### کنسرت گریک تئاتر
آلبومی زنده از بیژن مرتضوی که شامل قطعات اجراشده در کنسرت گریک تئاتر مثل حماسه و رقص آتش (Dance Of Fire) بود.

#### آتش روی یخ (بی‌کلام و با کلام)
چهارمین آلبوم رسمی بیژن مرتضوی در سال ۱۳۷۵ منتشر شد که ناشر این آلبوم کلتکس رکوردز است. وی در این آلبوم با مینا جلالی، اردلان سرفراز و همایون هوشیارنژاد همکاری کرد.

#### بوی خوش عشق
پنجمین آلبوم رسمی بیژن مرتضوی که در سال ۱۳۷۷ توسط آونگ موزیک انتشار یافته که اکثر قطعات آن بی‌کلام بود.

#### آواز خاموش
آواز خاموش ششمین آلبوم رسمی بیژن مرتضوی می‌باشد که در سال ۱۳۷۹ از آونگ موزیک منتشر شد.

#### یه قطره دریا
هفتمین آلبوم رسمی بیژن مرتضوی است از آونگ موزیک در سال ۱۳۸۲ منتشر شد که ۶ موزیک ویدیو دارد.

#### به‌من چه
به‌من چه هشتمین آلبوم رسمی بیژن مرتضوی که در سال ۱۳۸۵ توسط شرکت ترانه منتشر شد که تمامی اشعار آن از ایرج جنتی عطایی و آهنگ‌ها از بیژن مرتضوی است.

#### موسیقی و من
نهمین آلبوم بیژن مرتضوی در سال ۱۳۸۹ توسط کلتکس رکوردز منتشر شد. آهنگ‌های «نور و بوسه» و «موسیقی و من» قبلاً به‌عنوان تک‌آهنگ و نماهنگ منتشر شد.

### پرواز ققنوس
دهمین آلبوم بیژن مرتضوی که به‌عنوان آلبوم کوتاه در سال ۱۴۰۰ منتشر شد. این آلبوم ۴ ترانه دارد:
1. زاگرس (۶:۲۵)
2. کوچه لره (۴:۵۵)
3. بیشه (۸:۰۱)
4. بابا کرم (۴:۱۸)

### کمپ رپ (ویولن رپ)
آلبوم بیژن مرتضوی که به همراه تیم قدر و مازیار فلاحی نواخته که این آلبوم نیز حاوی قطعات بی‌کلام و باکلام می‌باشد.

## آلبوم‌ها
| نام آلبوم              | سال       | تعداد قطعات | ناشر           |
| ---------------------- | --------- | ----------- | -------------- |
| بیژن مرتضوی ۱          | ۱۹۹۰/۱۳۶۹ | ۸           | کلتکس رکوردز   |
| بیژن مرتضوی ۲          | ۱۹۹۲/۱۳۷۱ | ۱۰          | کلتکس رکوردز   |
| بیژن مرتضوی ۳ (بی‌کلام) | ۱۹۹۴/۱۳۷۳ | ۷           | کلتکس رکوردز   |
| بیژن مرتضوی ۳          | ۱۹۹۴/۱۳۷۳ | ۷           | کلتکس رکوردز   |
| کنسرت گریک تئاتر       | ۱۹۹۵/۱۳۷۴ | ۱۵          | کلتکس رکوردز   |
| آتش روی یخ (بی‌کلام)    | ۱۹۹۶/۱۳۷۵ | ۷           | کلتکس رکوردز   |
| آتش روی یخ             | ۱۹۹۷/۱۳۷۵ | ۹           | کلتکس رکوردز   |
| بوی خوش عشق            | ۱۹۹۸/۱۳۷۷ | ۱۰          | آونگ موزیک     |
| آواز خاموش             | ۲۰۰۰/۱۳۷۹ | ۸           | آونگ موزیک     |
| یه قطره دریا           | ۲۰۰۳/۱۳۸۲ | ۸           | آونگ موزیک     |
| به‌من چه                | ۲۰۰۶/۱۳۸۴ | ۹           | شرکت ترانه     |
| موسیقی و من            | ۲۰۱۰/۱۳۸۹ | ۱۳          | کلتکس رکوردز   |
| پرواز ققنوس            | ۲۰۲۱/۱۴۰۰ | ۴           | Harmony Spring |
| کمپ رپ (ویولن رپ)      | ۲۰۲۳/۱۴۰۲ | ۷           | Harmony Spring |

## آهنگسازی و تنظیم برای دیگران
بیژن مرتضوی برای خوانندگان مشهور پاپ ایرانی چون حمیرا، مهستی، معین، ستار، شاهرخ، لیلا فروهر و … آهنگسازی، نوازندگی و تنظیم انجام داده است.
| خواننده           | نام ترانه            | ترانه‌سرا          | آهنگساز        | تنظیم                   |
| ----------------- | -------------------- | ----------------- | -------------- | ----------------------- |
| حمیرا             | پیرت بسوزه عاشقی     | هما میرافشار      | محمد حیدری     | بیژن مرتضوی             |
| معین              | بی‌بی گل              | مسعود امینی       | محمد حیدری     | بیژن مرتضوی             |
| معین              | خونه                 | جهانبخش پازوکی    | جهانبخش پازوکی | بیژن مرتضوی             |
| معین              | خودم میام میبرمت     | جمشید شیبانی      | معین           | بیژن مرتضوی             |
| معین              | عاشق‌تر از من چه کسی؟ | جهانبخش پازوکی    | جهانبخش پازوکی | بیژن مرتضوی             |
| معین              | تنهاترین مرد         | هما میرافشار      | دکتر ناروند    | بیژن مرتضوی             |
| معین              | پا به پای تو         | بابک رادمنش       | بابک رادمنش    | بیژن مرتضوی             |
| ستار              | مادر                 | لیلا کسری         | محمد حیدری     | بیژن مرتضوی             |
| شاهرخ             | الله                 | مسعود امینی       | شاهرخ          | بیژن مرتضوی             |
| مهستی             | سایه                 | همایون هوشیارنژاد | بیژن مرتضوی    | بیژن مرتضوی             |
| مهستی             | پشیمان               | همایون هوشیارنژاد | بیژن مرتضوی    | بیژن مرتضوی             |
| مهستی             | می‌ترسم               | همایون هوشیارنژاد | بیژن مرتضوی    | بیژن مرتضوی             |
| لیلا فروهر        | یک بوسه              | زویا زاکاریان     | ملودی عربی     | بیژن مرتضوی             |
| لیلا فروهر        | پردیس                | زویا زاکاریان     | بیژن مرتضوی    | بیژن مرتضوی             |
| لیلا فروهر        | نزدیک‌تر از عشق       | زویا زاکاریان     | زویا زاکاریان  | بیژن مرتضوی             |
| لیلا فروهر        | یادگرفتم زن باشم     | ایرج جنتی عطایی   | بیژن مرتضوی    | بابک سعیدی              |
| شیلا              | مهمونی               | مهداد زند کریمی   | بیژن مرتضوی    | بیژن مرتضوی             |
| شیلا              | قناری جون            | شایان             | محمد مقدم      | بیژن مرتضوی و محمد مقدم |
| شیلا              | رفتم از یادت         | فضل‌الله توکل      | فضل‌الله توکل   | بیژن مرتضوی             |
| مریم جلالی (سالی) | بخشش                 | پروین             | مجید خستوان    | بیژن مرتضوی             |
| مریم جلالی (سالی) | نیاز                 | پروین             | مجید خستوان    | بیژن مرتضوی             |
| مریم جلالی (سالی) | شقایق                | مجید خستوان       | مجید خستوان    | بیژن مرتضوی             |

## مسابقه و برنامه
صدای برتر، چندشنبه با سینا در ام‌بی‌سی پرشیا و من‌وتو